# جورج ك. دينتون
جورج ك. دينتون (بالإنجليزية: George K. Denton)‏ هو محامي وسياسي أمريكي، ولد في 17 نوفمبر 1864، وتوفي في 4 يناير 1926 في الولايات المتحدة. حزبياً، نشط في الحزب الديمقراطي. وقد انتخب عضو مجلس النواب الأمريكي.